# Црква Свете Богородице у Готовуши
Црква Свете Богородице у Готовуши, насељеном месту на територији општине Штрпце, на Косову и Метохији, припада Епархији рашко-призренској Српске православне цркве.
Представља непокретно културно добро као споменик културе.
Црква посвећена Успењу Пресвете Богородице у Готовуши саграђена је после обнове Пећке патријаршије 1557. године. Данашњи облик црква је добила у обнови из 1886. године. Црква је једнобродна грађевина засведена полуобличастим сводом. Живопис из 16. века сачувао се само у олтарском простору. Иконостас из 1888. године радио је зограф Евгеније из Дебра.

## Основ за упис у регистар
Одлука о утврђивању цркве Св. Богородице за споменик културе, бр. 1402 (Сл. гласник РС бр. 51 од 13. 11. 1997) Закон о културним добрима (Сл. гласник РС бр, 71/94).